# Joachim Drees

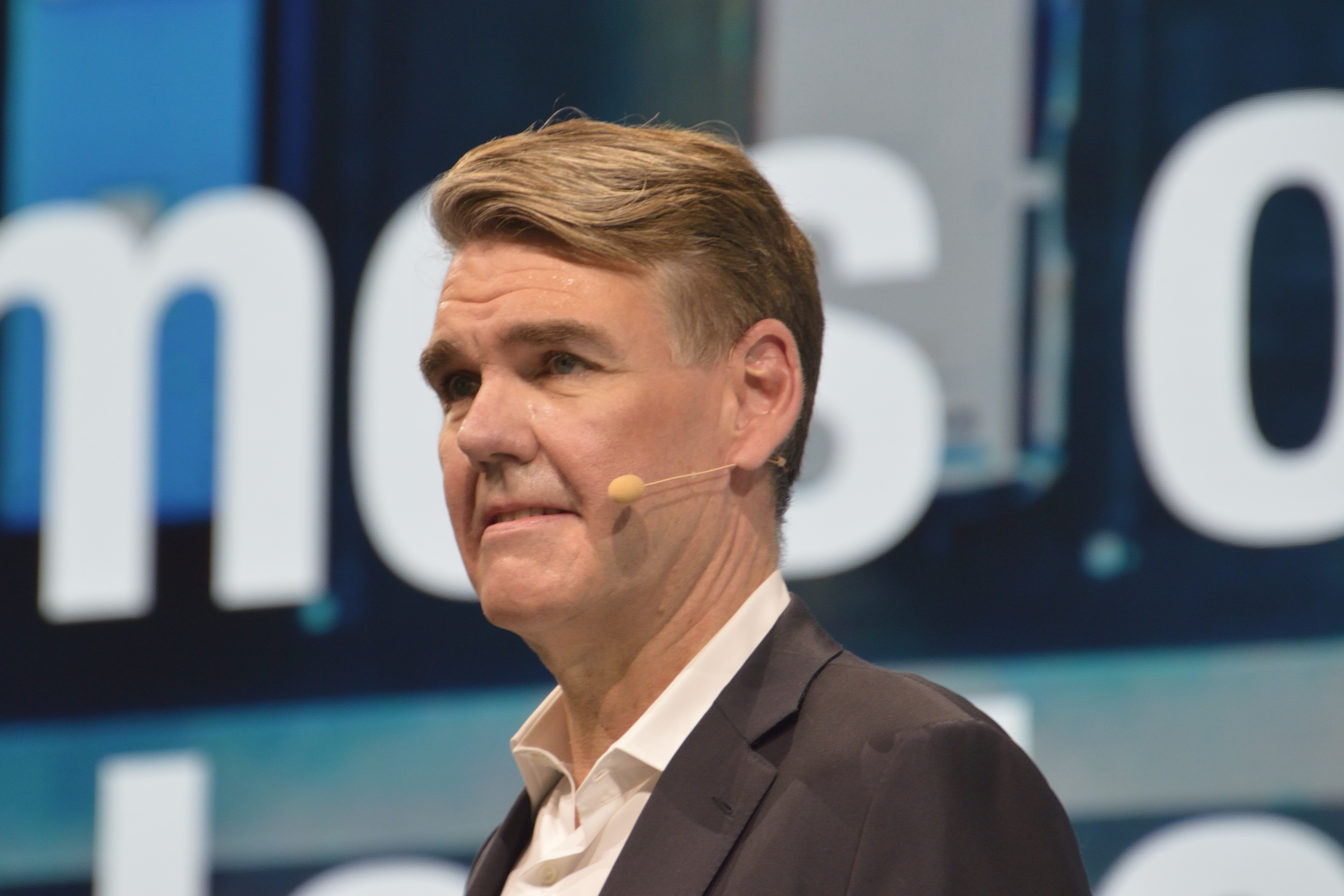
Joachim Drees auf der Internationalen Automobil-Ausstellung 2018.

Joachim Drees (* 20. November 1964 in Düsseldorf) ist ein deutscher Manager und war bis zum 15. Juli 2020 Vorstandsvorsitzender der MAN SE.

## Leben
Joachim Drees ist der Sohn von Gerhard und Jutta Drees. Er studierte Betriebswirtschaftslehre an der Universität Stuttgart und an der Portland State University, wo er den Master of Business Administration erlangte. Er begann 1991 bei Price Waterhouse als Unternehmensberater im Bereich Controlling und Optimierung von Geschäftsprozessen. Ab 1996 war er bei der Daimler-Benz AG (ab 1998 DaimlerChrysler) in verschiedenen Führungspositionen angestellt. 2006 wechselte er zur Londoner Private-Equity-Gesellschaft HgCapital und verantwortete dort den Bereich Portfoliomanagement.
Am 1. September 2012 wurde er zum Vorstandsmitglied bei der von seinem Vater gegründeten Drees & Sommer AG und war dort zuständig für Finanzen, Organisation, Verwaltung, Mergers & Acquisitions sowie Human Resources bis er am 1. April 2015 zum CEO der MAN Truck & Bus AG berufen wurde. Am 1. Oktober 2015 wurde er zusätzlich zum Vorstandsvorsitzenden der MAN SE berufen und folgte damit in diesem Posten dem zurückgetretenen Georg Pachta-Reyhofen nach. Zum 15. Juli 2020 schied er aus dem Vorstand von MAN Truck & Bus SE sowie TRATON SE aus.
Zum 1. Oktober 2024 übernahm er den Vorstandsvorsitz der Franz Haniel & Cie. GmbH.